# Saison 1963-1964 de l'USM Alger
Chronologie
Saison précédente Saison suivante
La saison 1963-1964 de l'USM Alger est la deuxième saison sportive du club depuis l'indépendance de l'Algérie.
Champion en titre, l'USMA évolue dans le groupe Algérois de la Division d'Honneur, premier échelon dans la hiérarchie du football algérien. Auteur d'un bon parcours avec la meilleure défense et la troisième meilleure attaque, le club n'arrive toutefois pas à conserver son titre et termine troisième de son groupe à 1 point du leader, le NA Hussein Dey.
En coupe d'Algérie, le club échoue pour la deuxième fois de suite aux portes de la finale, et ce, contre le même adversaire que la saison dernière, à savoir l'ES Sétif.

## Compétitions

### Championnat d'Algérie

#### Rencontres de Championnat
| Date              | J  | Adversaire        | Lieu | Résultat | Buteurs pour l'USMA                           |
| 22 septembre 1963 | 1  | OM Ruisseau       | Dom. | 3 - 0    | -                                             |
| 29 septembre 1963 | 2  | USM Maison-Carrée | Dom. | 4 - 1    | -                                             |
| 6 octobre 1963    | 3  | WA Boufarik       | Ext. | 1 - 1    | -                                             |
| 13 octobre 1963   | 4  | USM Marengo       | Dom. | 6 - 0    | -                                             |
| 20 octobre 1963   | 5  | NA Hussein Dey    | Ext. | 1 - 1    | -                                             |
| 27 octobre 1963   | 6  | USM Blida         | Ext. | 0 - 4    | Meziani 3 buts                                |
| 3 novembre 1963   | 7  | JS Kabylie        | Dom. | 3 - 2    | Merrad 51e (csc), Ben Tifour 69e, Zemmour 90e |
| 17 novembre 1963  | 8  | MC Alger          | Ext. | 3 - 0    | -                                             |
| 24 novembre 1963  | 9  | JS El Biar        | Ext. | 0 - 0    | -                                             |
| 8 décembre 1963   | 10 | AS Orléansville   | Dom. | 0 - 0    | -                                             |
| 29 décembre 1963  | 12 | ASPTT Alger       | Ext. | 2 - 4    | -                                             |
| 19 janvier 1964   | 13 | OM Saint-Eugène   | Ext. | 0 - 0    | -                                             |
| 26 janvier 1964   | 14 | S. Guyotville     | Dom. | 2 - 0    | -                                             |
| 2 février 1964    | 15 | RC Arba           | Ext. | 0 - 5    | -                                             |
| 9 février 1964    | 11 | CR Belcourt       | Dom. | 1 - 0    | Krimo 80e                                     |
| 16 février 1964   | 16 | OM Ruisseau       | Ext. | 3 - 2    | -                                             |
| 29 février 1964   | 17 | USM Maison-Carrée | Ext. | 1 - 1    | -                                             |
| 8 mars 1964       | 18 | WA Boufarik       | Dom. | 2 - 0    | -                                             |
| 15 mars 1964      | 19 | USM Marengo       | Ext. | Victoire | [ note 2 ]                                    |
| 5 avril 1964      | 20 | NA Hussein Dey    | Dom. | 3 - 0    | -                                             |
| 12 avril 1964     | 21 | USM Blida         | Dom. | 2 - 3    | -                                             |
| 19 avril 1964     | 22 | JS Kabylie        | Ext. | 3 - 1    | Oualiken 16e                                  |
| 22 avril 1964     | 23 | MC Alger          | Dom. | 0 - 0    | [ note 3 ]                                    |
| 26 avril 1964     | 24 | JS El Biar        | Dom. | 2 - 0    | -                                             |
| 3 mai 1964        | 25 | AS Orléansville   | Ext. | 0 - 2    | -                                             |
| 10 mai 1964       | 26 | CR Belcourt       | Ext. | 1 - 3    | Mekaoui 48e, Bernaoui 50e ?                   |
| 21 mai 1964       | 27 | ASPTT Alger       | Dom. | 5 - 0    | -                                             |
| 24 mai 1964       | 28 | OM Saint-Eugène   | Dom. | 4 - 0    | -                                             |
| 31 mai 1964       | 29 | S. Guyotville     | Ext. | 1 - 5    | -                                             |
| 7 juin 1964       | 30 | RC Arba           | Dom. | 3 - 1    | -                                             |

#### Classement final
| Rang | Équipe            | Pts | J  | G  | N  | P  | Bp | Bc | GA    |
| ---- | ----------------- | --- | -- | -- | -- | -- | -- | -- | ----- |
| 1    | NA Hussein Dey    | 75  | 30 | 19 | 7  | 4  | 72 | 29 | 2,483 |
| 2    | CR Belcourt       | 75  | 30 | 19 | 7  | 4  | 72 | 24 | 3     |
| 3    | USM Alger         | 74  | 30 | 19 | 6  | 5  | 69 | 23 | 3     |
| 4    | USM Blida         | 72  | 30 | 18 | 6  | 6  | 46 | 28 | 1,643 |
| 5    | MC Alger          | 71  | 30 | 18 | 5  | 7  | 52 | 28 | 1,857 |
| 6    | OM Ruisseau       | 67  | 30 | 15 | 7  | 8  | 46 | 39 | 1,179 |
| 7    | WA Boufarik       | 64  | 30 | 14 | 6  | 10 | 47 | 38 | 1,237 |
| 8    | JS Kabylie        | 61  | 30 | 10 | 11 | 9  | 32 | 36 | 0,889 |
| 9    | JS El Biar        | 59  | 30 | 11 | 7  | 12 | 44 | 43 | 1,023 |
| 10   | USM Maison-Carrée | 59  | 30 | 9  | 11 | 10 | 40 | 41 | 0,976 |
| 11   | OM Saint-Eugène   | 57  | 30 | 8  | 10 | 12 | 31 | 43 | 0,721 |
| 12   | AS Orléansville   | 52  | 30 | 7  | 8  | 15 | 20 | 53 | 0,377 |
| 13   | ASPTT Alger       | 48  | 30 | 5  | 8  | 17 | 28 | 64 | 0,438 |
| 14   | USM Marengo       | 45  | 30 | 6  | 3  | 21 | 21 | 22 | 0,955 |
| 15   | RC Arba           | 40  | 30 | 1  | 8  | 21 | 27 | 74 | 0,365 |
| 16   | S. Guyotville     | 39  | 30 | 2  | 5  | 23 | 16 | 82 | 0,195 |

Promotions
- Promotion en Division Nationale 1964-1965
- Barrage de promotion

### Coupe d'Algérie

#### Rencontres de Coupe d'Algérie
| Date             | Heure | Tour             | Adversaire            | Stade (ville)                     | Résultat | Buteurs pour l'USMA   |
| 10 novembre 1963 | -     | 4e tour régional | ESM Koléa             | Stade de Aïn Benian (Alger)       | 7 - 1    | -                     |
| 30 novembre 1963 | -     | 5e tour régional | RC Arba               | Stade d'El Anasser (Alger)        | 4 - 0    | -                     |
| 22 décembre 1963 | -     | 6e tour régional | AS Orléansville       | Stade de Saint-Eugène (Alger)     | 2 - 0    | -                     |
| 12 janvier 1964  | -     | 8e de finale     | EM Oran               | Stade d'El Anasser (Alger)        | 2 - 0    | Bernaoui 32e 50e      |
| 22 février 1964  | -     | Quart de finale  | CA Bordj Bou Arreridj | Stade Benabdelmalek (Constantine) | 0 - 2    | [ note 4 ]            |
| 28 mars 1964     | -     | Demi-finale      | ES Sétif              | Stade d'El Anasser (Alger)        | 2 - 3    | Krimo 56e Meziani 59e |

### Tournoi amical à Oran
En clôture de la saison sportive 1963-1964, l'USMA participe à un tournoi amical organisé par la LOFA au Stade municipal d'Oran à la fin du mois de juin 1964. Outre l'USMA, les clubs conviés à cet évènement sont le FC Melilla, le Raja de Casablanca et une équipe mixte constituée de joueurs des deux clubs locaux, l'ASMO et le MCO. Les Algérois remportent le tournoi en battant d'abord Melilla 5-0 en demi-finale, puis le Raja 2-1 en finale.
| Date      | Stade (ville)          | Tour                | Équipe 1         | Score | Équipe 2         | Buteurs |
| Juin 1964 | Stade municipal (Oran) | Demi-finale         | USM Alger        | 5 - 0 | FC Melilla       | -       |
| Juin 1964 | Stade municipal (Oran) | Demi-finale         | Raja CA          | 4 - 1 | Entente ASMO-MCO | -       |
| Juin 1964 | Stade municipal (Oran) | Match de classement | Entente ASMO-MCO | 3 - 2 | FC Melilla       | -       |
| Juin 1964 | Stade municipal (Oran) | Finale              | USM Alger        | 2 - 1 | Raja CA          | -       |

## Statistiques

### Meilleurs buteurs
Le meilleur buteur de la saison est Abderrahmane Meziani avec 14 buts en championnat et 5 en coupe.
- Bernaoui (8 buts)
- Krimo (8 buts)